# Dzhanokmenia zadepskyi
Dzhanokmenia zadepskyi is een vliesvleugelig insect uit de familie Eulophidae. De wetenschappelijke naam is voor het eerst geldig gepubliceerd in 1984 door Kostjukov.